# جون فابيان ويت
جون فابيان ويت (بالإنجليزية: John Fabian Witt)‏ هو مؤرخ أمريكي، ولد في 9 فبراير 1972.